# Lindor 2009
Pour les articles homonymes, voir Lindore.
La 3e cérémonie des Lindor s'est déroulée au Progt de Matoury en Guyane et a été diffusée en direct sur la chaîne Guyane 1re.
Elle récompenses les artistes les plus populaires de l'année 2009 en Guyane.